# نادي سان بابلو بورجوس
نادي سان بابلو بورجوس هو نادي كرة سلة من مدينة برغش، إسبانيا.تأسس النادي في 1994 وفي 2015 أصبح فريق محترف، يلعب النادي حالياً في الدوري الإسباني.أفضل إنجاز للفريق هو حصوله على دوري أبطال أوروبا لكرة السلة في 2020 و2021.